# 乌泡子
乌泡子（学名：Rubus parkeri）为蔷薇科悬钩子属的植物，是中国的特有植物。分布于中国大陆的江苏、湖北、云南、贵州、陕西、四川等地，生长于海拔1,000米的地区，一般生于山地疏密林中阴湿处、溪旁和山谷岩石上，目前尚未由人工引种栽培。